# 西貢海

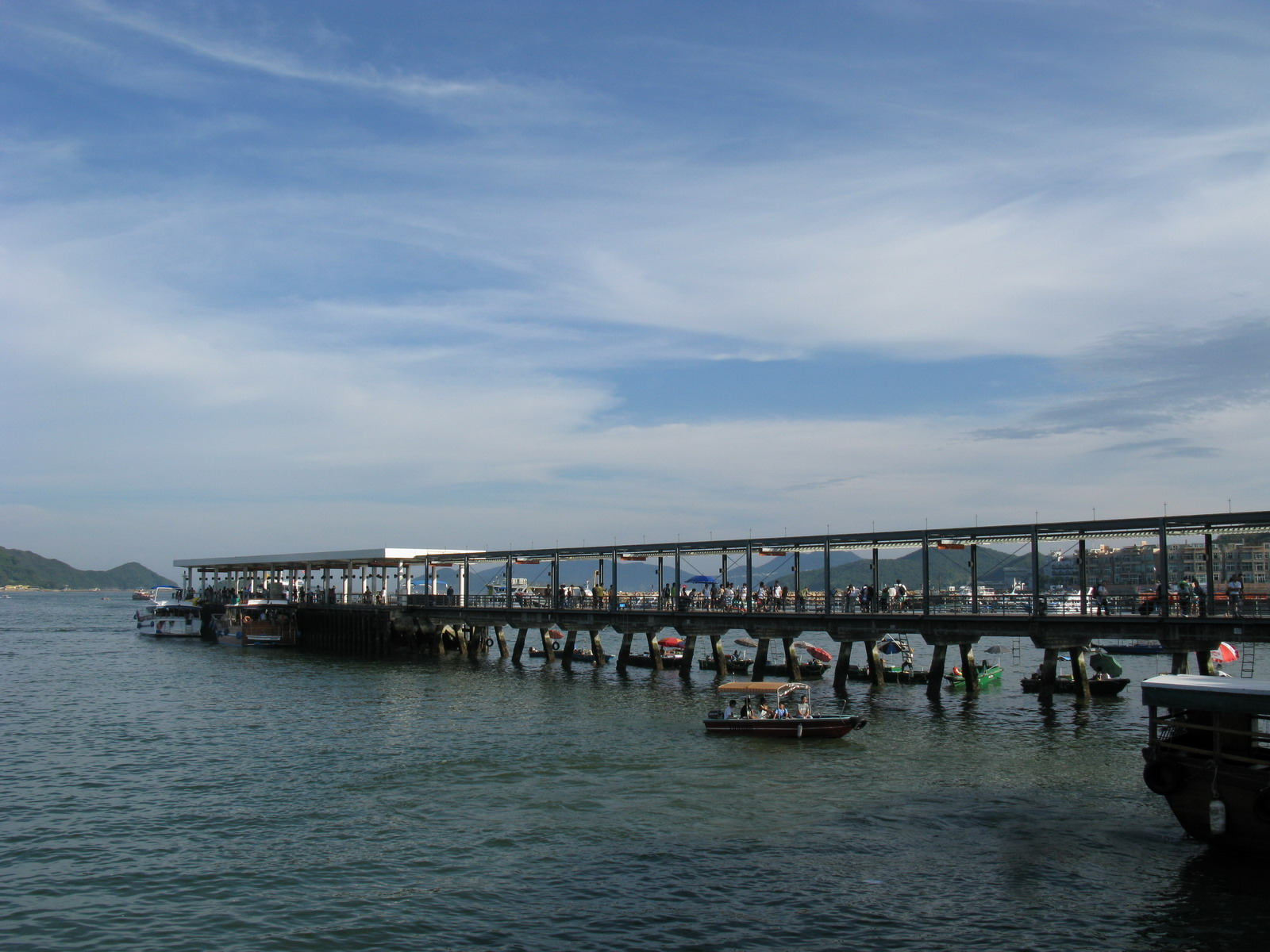
西貢海近西貢公眾碼頭

西貢海（英語：Inner Port Shelter）是位於香港新界西貢半島南部西貢市對出的一個海域，受到西貢半島、滘西洲和牛尾海所包圍。海域內的主要島嶼為橋咀洲，其他島嶼則包括炸魚排、枕頭洲等。

## 其他島嶼

### 炸魚排
炸魚排（英語：Cha Yue Pai），是香港的一個島嶼，地區行政上屬於西貢區。位於西貢海以內，並沒有居民居住。

### 枕頭洲
枕頭洲（英語：Cham Tau Chau），是香港的一個島嶼，地區行政上屬於西貢區。位於西貢以南，大鏟洲、橋咀洲以北，西貢海以內，並沒有居民居住。